# Hi, Hi, Hi
Hi, Hi, Hi è un brano musicale di Paul e Linda McCartney, pubblicato come singolo nel 1972 dalla loro band Wings.
La canzone venne censurata in Inghilterra dalla BBC a causa dei supposti riferimenti al sesso e all'uso di sostanze stupefacenti presenti nel testo.

## Censura
La BBC citò a dimostrazione della sua tesi la frase del testo: «We're gonna get hi, hi, hi», per quanto concerne i riferimenti alle droghe, e la frase: «get you ready for my body gun» ("Tienti pronta per prendere la pistola del mio corpo") per i presunti riferimenti sessuali. A sua discolpa, McCartney disse che le parole esatte del testo erano: «get you ready for my polygon» ("Tienti pronta per il mio poligono"), un'immagine astratta senza senso, e successivamente commentò: «La BBC fraintese alcune parole del testo. Ma suppongo che sia una canzone piuttosto "sporca" se il sesso è una cosa da considerarsi "sporca" e "malvagia". Ero in uno stato d'animo abbastanza sensuale quando scrissi la canzone in Spagna».
Il singolo raggiunse la posizione numero 10 in classifica negli Stati Uniti nel gennaio 1973. In Gran Bretagna, dato che Hi, Hi, Hi era stata bandita dalle radio, fu la B-side del singolo, C Moon, una canzone reggae, ad entrare in classifica piazzandosi alla posizione numero 5.
Si tratta della seconda canzone degli Wings censurata dalla BBC in pochi mesi, il primo brano ad essere bandito dalle radio, questa volta per motivi "politici", era stato Give Ireland Back to the Irish di poco antecedente.

## Tracce singolo
1. Hi, Hi, Hi (Paul & Linda McCartney) - 3:08
2. C Moon (Paul & Linda McCartney) - 4:33